# Colostygia tempestaria
Colostygia tempestaria är en fjärilsart som beskrevs av Herrich-Schäffer 1851. Colostygia tempestaria ingår i släktet Colostygia och familjen mätare. Inga underarter finns listade i Catalogue of Life.